# Grand Prix Formule 1 van Groot-Brittannië 2007

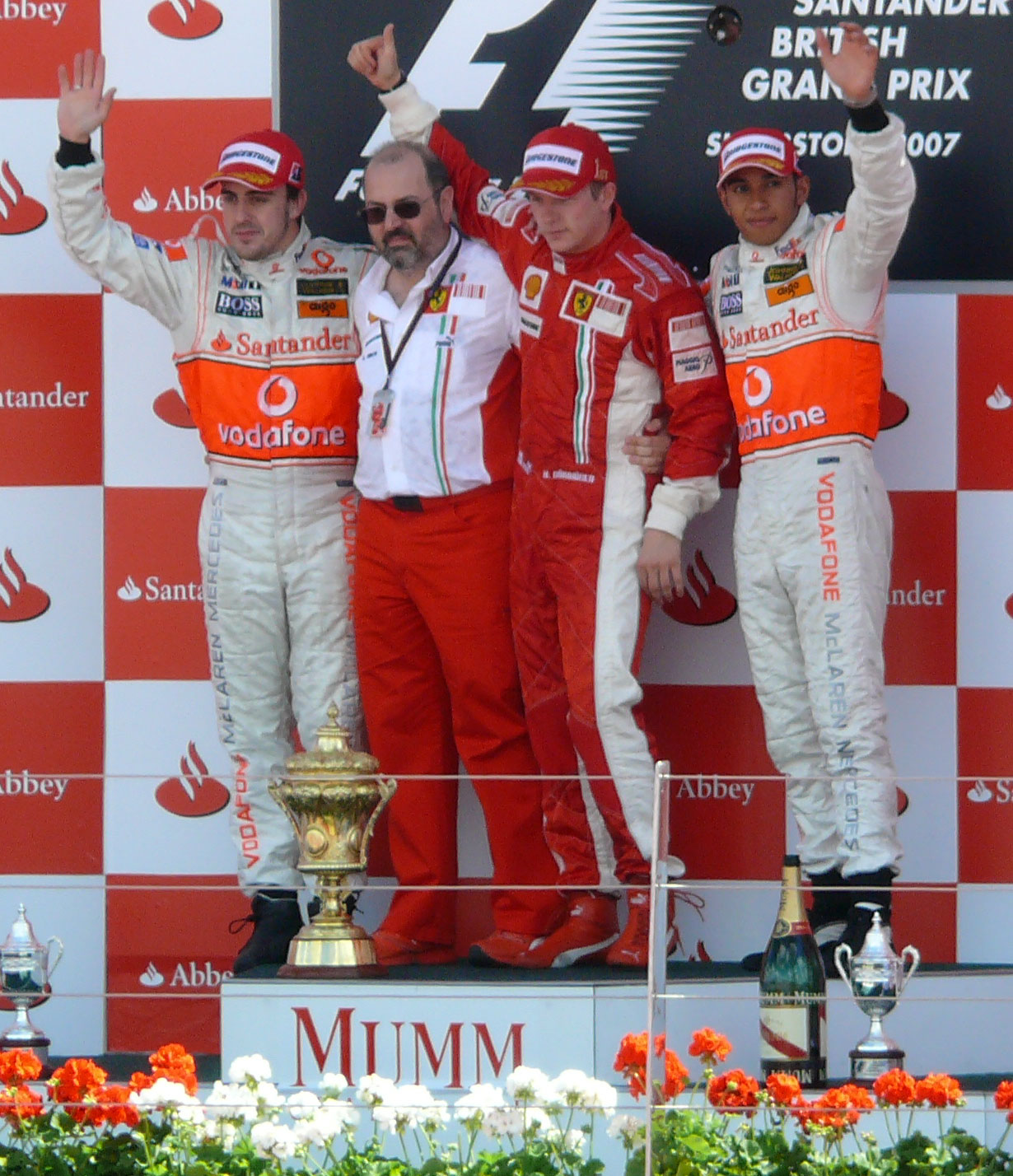
Het podium

De Grand Prix Formule 1 van Groot-Brittannië 2007 werd gehouden op 8 juli 2007 op Silverstone in Silverstone.

## Uitslag
| Positie | Nummer | Rijder               | Team                 | Ronden | Tijd/Opgave     | Startplaats | Punten |
| ------- | ------ | -------------------- | -------------------- | ------ | --------------- | ----------- | ------ |
| 1       | 6      | Kimi Räikkönen       | Scuderia Ferrari     | 59     | 1:21:43.074     | 2           | 10     |
| 2       | 1      | Fernando Alonso      | McLaren - Mercedes   | 59     | +2.459          | 3           | 8      |
| 3       | 2      | Lewis Hamilton       | McLaren - Mercedes   | 59     | +39.373         | 1           | 6      |
| 4       | 10     | Robert Kubica        | BMW Sauber           | 59     | +53.319         | 5           | 5      |
| 5       | 5      | Felipe Massa         | Scuderia Ferrari     | 59     | +54.063         | 4           | 4      |
| 6       | 9      | Nick Heidfeld        | BMW Sauber           | 59     | +56.336         | 9           | 3      |
| 7       | 4      | Heikki Kovalainen    | Renault              | 58     | +1 Ronde        | 7           | 2      |
| 8       | 3      | Giancarlo Fisichella | Renault              | 58     | +1 Ronde        | 8           | 1      |
| 9       | 8      | Rubens Barrichello   | Honda                | 58     | +1 Ronde        | 14          |        |
| 10      | 7      | Jenson Button        | Honda                | 58     | +1 Ronde        | 18          |        |
| 11      | 14     | David Coulthard      | Red Bull - Renault   | 58     | +1 Ronde        | 12          |        |
| 12      | 16     | Nico Rosberg         | Williams - Toyota    | 58     | +1 Ronde        | 17          |        |
| 13      | 17     | Alexander Wurz       | Williams - Toyota    | 58     | +1 Ronde        | 13          |        |
| 14      | 22     | Takuma Sato          | Super Aguri - Honda  | 57     | +2 Rondes       | 21          |        |
| 15      | 21     | Christijan Albers    | Spyker - Ferrari     | 57     | +2 Rondes       | 22          |        |
| 16      | 18     | Vitantonio Liuzzi    | Toro Rosso - Ferrari | 53     | Versnellingsbak | 16          |        |
| Ret     | 12     | Jarno Trulli         | Toyota               | 43     | Uitgevallen     | 10          |        |
| Ret     | 23     | Anthony Davidson     | Super Aguri - Honda  | 35     | Mechanisch      | 19          |        |
| Ret     | 19     | Scott Speed          | Toro Rosso - Ferrari | 29     | Ongeluk         | 15          |        |
| Ret     | 11     | Ralf Schumacher      | Toyota               | 22     | Wiel            | 6           |        |
| Ret     | 20     | Adrian Sutil         | Spyker - Ferrari     | 16     | Motor           | 20          |        |
| Ret     | 15     | Mark Webber          | Red Bull - Renault   | 8      | Hydrauliek      | 11          |        |

## Wetenswaardigheden
- Laatste race: Christijan Albers.
- Rondeleiders: Lewis Hamilton 15 (1-15), Kimi Räikkönen 23 (16-17; 39-59) en Fernando Alonso 21 (18-38).
- Felipe Massa startte uit de pitstraat omdat zijn auto stil bleef staan op de grid.
- Takuma Sato startte uit de pitgarage.

## Standen na de Grand Prix

### Coureurs
| Positie | Nummer | Rijder          | Team             | Punten |
| ------- | ------ | --------------- | ---------------- | ------ |
| 1       | 2      | Lewis Hamilton  | McLaren          | 70     |
| 2       | 1      | Fernando Alonso | McLaren          | 58     |
| 3       | 6      | Kimi Räikkönen  | Scuderia Ferrari | 52     |
| 4       | 5      | Felipe Massa    | Scuderia Ferrari | 51     |
| 5       | 9      | Nick Heidfeld   | BMW Sauber       | 33     |

### Constructeurs
| Positie | Nummers | Team             | Rijders                                | Punten |
| ------- | ------- | ---------------- | -------------------------------------- | ------ |
| 1       | 1 2     | McLaren          | Fernando Alonso Lewis Hamilton         | 128    |
| 2       | 5 6     | Scuderia Ferrari | Kimi Räikkönen Felipe Massa            | 103    |
| 3       | 9 10    | BMW Sauber       | Nick Heidfeld Robert Kubica            | 56     |
| 4       | 3 4     | Renault          | Giancarlo Fisichella Heikki Kovalainen | 31     |
| 5       | 16 17   | Williams         | Nico Rosberg Alexander Wurz            | 13     |

## Statistieken
| Snelste ronde | Kimi Räikkönen | Scuderia Ferrari | 1:20.638 |

## Noot
- Dit was de vijftigste snelste ronde voor een Finse coureur.

1926 · 1927 · 1948 · 1949 · 1950 · 1951 · 1952 · 1953 · 1954 · 1955 · 1956 · 1957 · 1958 · 1959 · 1960 · 1961 · 1962 · 1963 · 1964 · 1965 · 1966 · 1967 · 1968 · 1969 · 1970 · 1971 · 1972 · 1973 · 1974 · 1975 · 1976 · 1977 · 1978 · 1979 · 1980 · 1981 · 1982 · 1983 · 1984 · 1985 · 1986 · 1987 · 1988 · 1989 · 1990 · 1991 · 1992 · 1993 · 1994 · 1995 · 1996 · 1997 · 1998 · 1999 · 2000 · 2001 · 2002 · 2003 · 2004 · 2005 · 2006 · 2007 · 2008 · 2009 · 2010 · 2011 · 2012 · 2013 · 2014 · 2015 · 2016 · 2017 · 2018 · 2019 · 2020 · 2021 · 2022 · 2023 · 2024 · 2025 · 2026 · 2027 · 2028 · 2029 · 2030 · 2031 · 2032 · 2033 · 2034